# Serra Leoa nos Jogos Olímpicos de Verão de 2000
A Serra Leoa participou dos Jogos Olímpicos de Verão de 2000 em Sydney, Austrália.